# Yucaipa
Yucaipa es una ciudad en el condado de San Bernardino, California, EE. UU.. La población, según el censo del 2000, es de 41.207 habitantes.

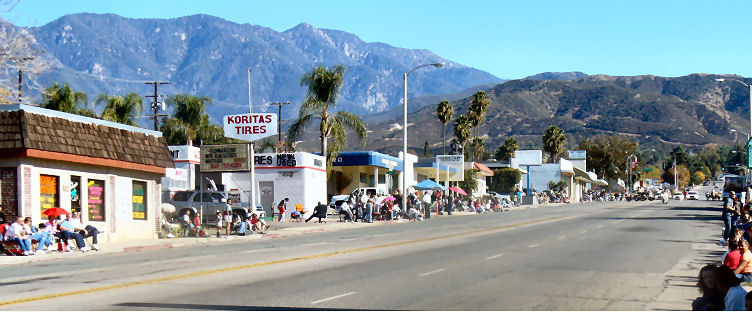
Yucaipa Boulevard.

## Geografía
Altura: aprox. 2600 pies (792,5 m) sobre el nivel del mar.
Yucaipa se encuentra en las coordenadas 34°1′49″N 117°2′55″O / 34.03028, -117.04861 (34.030275, –117.048613).
La ciudad tiene un área total de 71.9 km² (27.8 mi²). 71.9 km² (27.8 mi²) tierra y un 0.04% agua.

## Demografía
Yucaipa es una ciudad desde 1989. Desde entonces, la comunidad ha experimentado un significante nivel de crecimiento de la población de aproximadamente 50.000 residentes, como indica el censo de 2000 en la cual había 41.207 personas. La densidad de población era de 572.7/km² (1,483.4/mi²). En cuanto a razas, el 85.21% eran blancos, un 0.90% afroamericanos, un 1.08% amerindios, un 1.18% asiáticos, un 0.13% isleños del Pacífico, un 8.04% de otras razas, y un 3.46% de dos o más razas y había una población hispana de 18.35%.

## Política
En la legislatura del estado de California, Yucaipa se encuentra en el trigésimo primer distrito del Senado de California, representado por el Partido Republicano de los Estados Unidos, por Robert Dutton, y en el hexagésimo tercer y quinto distrito de la Asamblea Estatal de California. Federalmente, Yucaipa se encuentra en el trigésimo primer distrito congresional, representado por el Partido Republicano.

## Parques
Yucaipa posee varios parques, incluyendo el Parque Regional de Yucaipa, el Flag Hills Veterans Memorial Park, el Parque de la Séptima Calle, el Parque de la Calle I, y el parque Wildwood. Recientemente también el Yucaipa Community Park, el complejo polideportivo Bryant Glen y el complejo futbolístico regional Jerry Lewis.

## Educación

### Colegios Mayores
Crafton Hills College

### Educación Pública

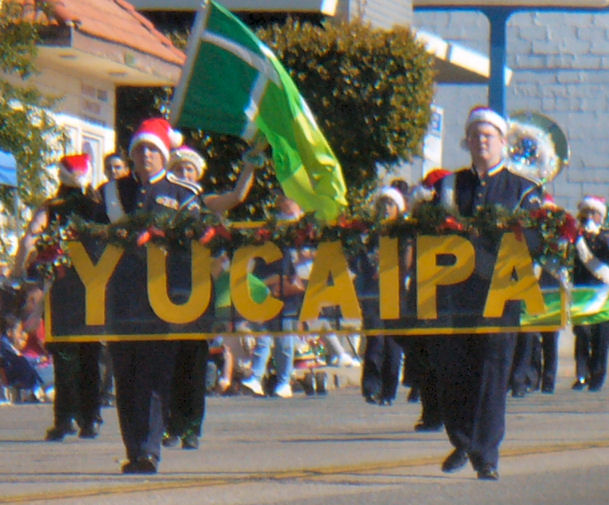
Yucaipa City Parade.

Distrito Escolar Unificado de Yucaipa-Calimesa
- Calimesa Elementary School
- Chapman Heights Elementary School (opening Fall 2008)
- Dunlap Elementary School
- Meadow Creek Elementary School
- Ridgeview Elementary School
- Valley Elementary School
- Wildwood Elementary School
- Yucaipa Elementary School
- Canyon Middle School
- Park View Middle School
- Mesa View Middle School (Calimesa)
- Yucaipa High School 9th Grade Campus
- Green Valley High School
- Yucaipa Senior High School
- Oak View Education Center

## Personalidades a destacar
- Corky Miller, Jugador profesional de baseball.
- Mark Teahen, Jugador profesional de baseball.
- Susan Anton, Miss California (1969) / Actriz en Los vigilantes de la playa